# حارة بير غدر (صنعاء)
حارة  بير غدر هي إحدى حارات حي معين بمديرية معين إحد مديريات العاصمة اليمنية صنعاء، بلغ تعداد سكانها 4172 نسمة حسب تعداد اليمن لعام 2004.